# Graneledone antarctica
Graneledone antarctica es una especie de pulpo de la familia Megaleledonidae.

## Descripción
El manto es corto, ampliamente redondeado posteriormente y muy ancho. Y es aplanado dorso-ventralmente.
La cabeza está separada del manto por una ligera constricción. La cabeza es casi tan ancha como el manto, aplanada, y presenta ojos grandes conspicuos.
Los brazos son largos y robustos; el orden de los brazos es 1.2.3.4, los brazos 1 y 2 son los más largos, y el cuarto brazo es el más corto. El tercer brazo derecho está hectocotilizado en los machos.
El color de los ejemplares en alcohol es marrón amarillento pálido dorsalmente, con matices púrpura en la base de la corona braquial y de los brazos. También, el manto, la cabeza, el sifón y la base de los brazos son de color marrón rojizo con matices púrpura.
Longitud del manto (LM): 4,5 cm y longitud total (LT): 

## Distribución y hábitat
Océano Austral, Antártida, mar de Ross.
Habita aguas profundas, reportado hasta 2341 m de profundidad.